# Puschwitz
Puschwitz är en kommun och ort i Landkreis Bautzen i förbundslandet Sachsen i Tyskland. Kommunen har cirka 800 invånare.
Kommunen ingår i förvaltningsområdet Neschwitz tillsammans med kommunen Neschwitz.